# Кузнецов, Василий Сергеевич
Васи́лий Серге́евич Кузнецо́в (1 марта 1878, Москва—18 июля 1929, Москва) — российский и советский архитектор.

## Биография
Василий Сергеевич Кузнецов, брат Ивана Сергеевича Кузнецова, родился 1 марта 1878 года в Москве в семье крестьянина-каменщика. В 1890 г. поступил в Московское училище живописи, ваяния и зодчества. В 1896—1897 году окончил курс наук, в 1898—1899 году окончил учёбу в Училище и получил малую серебряную медаль. После окончания училища работал помощником архитектора Л. Н. Кекушева, принял участие в проектировании собственного особняка Кекушева на Остоженке. Поступил в Высшее художественное училище при Императорской Академии художеств в Санкт-Петербурге и закончил его со званием художника-архитектора в 1903 году.
Кузнецов был членом Литературно-Художественного кружка, входил в кружок «Алатр». С 1908 года член Московского архитектурного общества.
Скончался 18 июля 1929 года в Москве.

## Постройки

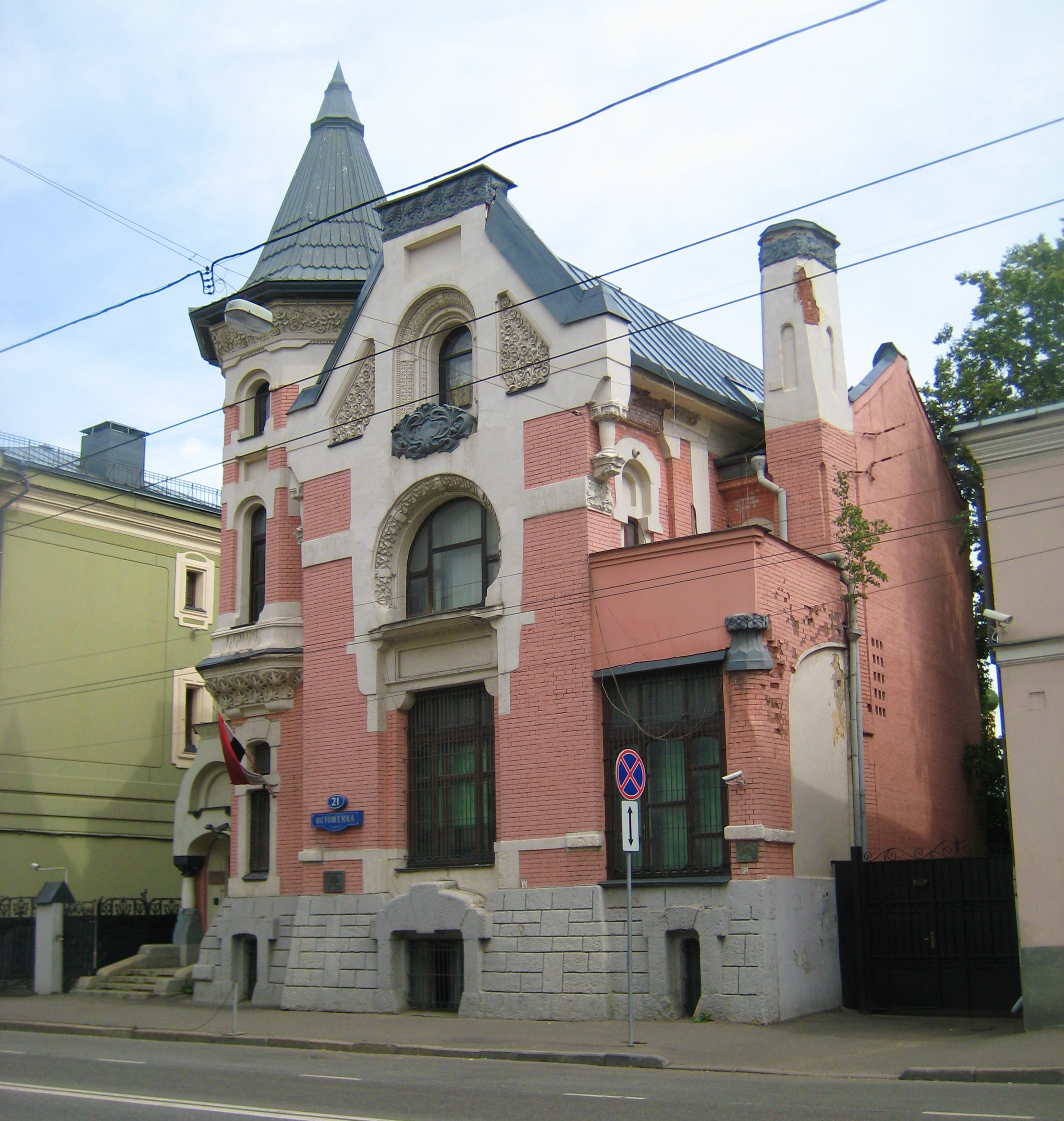
Дом Кекушевой

1. 1899 — Строительные работы во владении наследников Рожнова угол Столешникова пер. и ул. Петровки, 15/9
2. 1899 — Проект 3-этажного жилого здания и пристройки ко входу в домашнюю церковь во владении А. Г. и Е. Ф. Чижовых на углу Никольской улицы и Богоявленского пер. 8/3
3. 1900 — Жилой дом в Успенском пер., 10
4. 1900—1903 — участие в проектировании особняка А. И. Кекушевой (проект Л. Н. Кекушева), ул. Остоженка, 21[1]
5. 1904 — Особняк И. И. Некрасова Скатертный переулок, 19
6. 1906—1908 — Строительные работы во владении Нильсона (Невское стеариновое товарищество) на Гороховской ул.
7. 1906—1914 — Строительные работы во владении Калинкинского пивомедоваренного завода на Сокольничьем шоссе
8. 1908 — Строительство двухэтажного жилого дома во владении сына временно-московского купца М. А. Пантелеева по Трубецкому пер. (Хользунова)
9. 1909 — Проект трёхэтажного особняка во владении наследников В. Н. Савостьянова на Арбатской пл.
10. 1910-е годы — Перестройка дома по Спартаковской ул., 16
11. 1912 — Проект четырёхэтажного доходного дома во владении причта церкви Николы на Щепах по 1-му Смоленскому пер.
12. 1912 — Строительные работы во владении М. Ф. Красильщиковой по М.Дмитровке, 21
13. 1912—1913 Строительные работы во владении С. И. Чижова в Богоявленском пер.
14. Проект шестиэтажного доходного дома во владении Н. П. Смирнова по Санкт-Петербургскому шоссе
15. Строительные работы во владении провизора П. И. Звигул на Сокольничьем шоссе, 4-й Полевой пер.
16. 1913 — Строительство террас к дому М. Н. Кудрявцевой по ул. Олений вал в Сокольниках, 8а
17. 1913 — Проект надстройки главного дома во владении магистра фармации И. И. Кальнинга по М. Гнездниковскому пер. 1
18. 1913—1914 — Особняк В. С. Филимонова Староконюшенный пер.,14
19. 1914 — Постройки во владении купца К. М. Чернова (Ростов-на-Дону)
20. 1914 — Контора и складские помещения во владении армавирского купца И. П. Бабаева по Инструментальному пер.,51
21. 1914 — Постройки во владении «Торгового дома М. Андерсен и сын» по 1-му Павловскому пер.
22. 1914 — Проект четырёхэтажного доходного дома во владении церкви Воскресения Христова в Кадашах по Кадашёвскому тупику
23. 1914 — Строительство во владении К. и А. Н. Рапопорт по Барабанному пер.
24. 1914 — Проект 2 двухэтажных домиков во владении московского купца Г. М. Аронсона между Верхней Масловкой и Петровско-Разумовской алеей
25. 1914 — Ремонтные работы во дворовом строении во владении наследников Толмачевой на углу Тверской и Камергерского пер.
26. 1925—1927 Постройка жилых двухэтажных корпусов для кооператива «Труженик искусства» во дворе владения по Воротниковскому пер, 7